# Johan Tidstrand
Bo Johan Tidstrand, född 13 januari 1967 i Åls församling i Kopparbergs län, är en svensk entreprenör samt delägare i Clas Ohlson och flera svenska nöjesparker.
Johan Tidstrand är son till ingenjören Bo Tidstrand (1944–2008) och Gunilla, ogift Ohlson (1946–2000) som kom från varsin framgångsrik företagarsläkt. Farfars far var nämligen Axel Tidstrand, som grundade Tidstrands Yllefabriker med tusen anställda under sina storhetsdagar, och morfars far var Clas Ohlson i Insjön, som grundade hemfixarkedjan Clas Ohlson. Farfar Ragnar Tidstrand arbetade på Tidstrands Yllefabriker och morfar Tore Ohlson var en tid  vd för Clas Ohlson.
Hösten 2010 var Johan Tidstrand fjärde största ägaren i företaget Clas Ohlson. Han har haft en egen tatueringsstudio.
Tidstrand gav sig 2006 in i nöjesbranschen då han köpte 80 procent av aktierna i Parks & Resorts Scandinavia AB samtidigt som systern Helena Ek Tidstrand köpte resterande 20 procent. Senare har syskonen uppgetts dela ägarskapet med kompanjonen Mattias Banker i koncernen Parks & Resorts Scandinavia AB innefattande Gröna Lund, Kolmårdens djurpark, Skara Sommarland, Furuviksparken och Aquaria vattenmuseum.
Johan Tidstrand var gift första gången 1997–2012 med Maria Pettersson (född 1965) och andra gången 2013 med Jenny Dahlöf (född 1976). Han har tre barn i första äktenskapet och ett barn i andra äktenskapet.